# Chefdenker
Chefdenker ist eine deutschsprachige Punkband aus Köln. Sie wurde im Jahre 2002 von Claus Lüer (Johnny Colognesome), Frontmann der Band Knochenfabrik, gegründet und ist innerhalb der Punk-Szene im gesamten deutschsprachigen Raum bekannt.

## Geschichte
Neben ständigen Touren durch Clubs im gesamten Bundesgebiet, der Schweiz und Österreich, spielten die Chefdenker bereits mehrfach bei großen Punkfestivals, so auch auf den Festivals Force Attack, Punk im Pott und Ruhrpott Rodeo, welche jährlich mehrere tausend Besucher zählen oder zählten.
Im Jahr 2008 brachten die Chefdenker-Mitglieder ohne ihren Sänger unter dem Namen Blinker Links das Album Der liebe Gott sieht alles heraus sowie das Album Mach mir die Schere!, welches sie bereits 2007 unter dem Namen Ausgang Ost realisierten.
Kurz vor den Aufnahmen des dritten Studioalbums Coverbands ist die Zukunft trat Sologitarrist und Gründungsmitglied „The Kollege“ aus der Band aus, doch kam er 2008 wieder zurück. Die Sologitarre spielte von 2007 bis 2008 „Toto“, Ex-Frontmann der Band Skin of Tears.
Im Oktober 2010 ist das Album römisch vier erschienen, auf dem auch Axel Kurth von WIZO ein Lied singt. Das Cover von römisch vier zeigt einen QR-Code und das Booklet liefert 19 weitere QR-Codes (pro Lied einen). Hinter diesen Codes befinden sich Musikvideos, die nur über das abfotografieren mit internetfähigem Handy aufrufbar sind.
Schlagzeuger und Gründungsmitglied „Billy Luck“ ist nach den Aufnahmen zum vierten Studioalbum römisch vier aus persönlichen Gründen aus dem aktiven Bandalltag ausgetreten. Er spielt seit 2017 als „Matze Cruisen“ bei der Münchner Band Marvpaul Schlagzeug und singt Backgroundvocals.
Seit 2010 ist „Caddolf“, Ex-Schlagzeuger der Band The Wohlstandskinder, nun der Schlagzeuger bei Chefdenker, welcher bereits auf dem Album römisch vier einige Lieder eingespielt hat.
2012 ist die Chefdenker-DVD Jeder der uns sieht findet uns total geil erschienen, die das Bandleben seit der Gründung 2002 dokumentiert.
Seit 2012 spielt The Kollege ebenfalls bei Drei Flaschen.
2016 wurde die CD/LP Eigenuran veröffentlicht, welche als Konzeptalbum zum Thema Dosenbier wahrzunehmen ist. Beginnend mit einem vierteiligen 24 Stunden Saufworkout, handeln die 19 Lieder fast alle vom Konsum und der Ästhetik von Bier aus Blechdosen.
2022 wurde die erste Singleauskopplung Der beste Papa der Welt aus dem ein Jahr darauf folgenden Album Asozialdarwinismus veröffentlicht. Kurz vor Veröffentlichung des Albums erschien die Singleauskopplung Bier.

## Stil
Musikalisch mischt die Band Punk mit melodiösen Rock- und Metal-Elementen, dazu erklingt die charakteristische Stimme des Sängers. Inhaltlich befasst man sich provokativ mit Alltagsthemen. Oft werden Gemeinden, Städte oder Stadtteile aus NRW, insbesondere aus dem Kölner Raum genannt (Wuppertal, Bielstein, Köln-Porz).

## Diskografie
- 2003: 16 Ventile in Gold (CD/LP)
- 2004: Mens Sana In Corpore Sano (7"-Split-EP mit Die Superfreunde)
- 2005: Eine von hundert Mikrowellen (CD/LP)
- 2007: Coverbands ist die Zukunft (CD/LP)
- 2010: römisch vier (CD/LP)
- 2012: Jeder der uns sieht findet uns total geil (DVD)
- 2016: Eigenuran (CD/LP)
- 2022: Asozialdarwinismus (CD/LP)
- 2025: Ein Kühlschrank voller Ideen (CD/LP)